# Web3
Web3 (også kendt som Web 3.0) er en idé til en ny iteration af World Wide Web, som inkorporerer begreber som decentralisering, blockchain-teknologier og token-baseret økonomi. Nogle teknologer og journalister har sat det i kontrast til Web 2.0, hvor de siger, at data og indhold er centraliseret i en lille gruppe virksomheder, nogle gange kaldet "Big Tech". Udtrykket "Web3" blev opfundet i 2014 af Ethereums medstifter Gavin Wood, og ideen fik interesse i 2021 fra kryptovaluta-entusiaster, store teknologivirksomheder og venturekapitalfirmaer.
Nogle kommentatorer hævder, at Web3 vil give øget datasikkerhed, skalerbarhed og privatliv for brugerne og bekæmpe indflydelsen fra store teknologivirksomheder. De giver også anledning til bekymring over den decentraliserede webkomponent i Web3, med henvisning til potentialet for lav moderation og spredning af skadeligt indhold. Nogle har udtrykt bekymring over centraliseringen af rigdom til en lille gruppe af investorer og enkeltpersoner eller et tab af privatliv på grund af mere ekspansiv dataindsamling. Andre, såsom Elon Musk og Jack Dorsey, har hævdet, at Web3 kun tjener som et buzzword eller marketingudtryk.

## Baggrund
Web 1.0 og Web 2.0 refererer til epoker i World Wide Webs historie, som det udviklede sig gennem forskellige teknologier og formater.
Web 1.0 refererer groft til perioden fra 1989 til 2004, hvor de fleste websteder bestod af statiske websider, og langt størstedelen af brugerne var forbrugere, ikke producenter af indhold.
Web 2.0 er baseret på ideen om "nettet som platform" og centrerer sig om brugerskabt indhold uploadet til fora, sociale medier og netværkstjenester, blogs og wikier, blandt andre tjenester. Web 2.0 anses generelt for at være begyndt omkring 2004 og fortsætter til i dag.

## Terminologi
Web3 adskiller sig fra Tim Berners-Lees 1999-koncept for et semantisk web. I 2006 beskrev Berners-Lee det semantiske web som en komponent af Web 3.0, som er forskellig fra betydningen af Web3 i blockchain sammenhænge.
Udtrykket "Web3" blev opfundet af Polkadot-grundlæggeren og Ethereum-medstifteren Gavin Wood i 2014, med henvisning til et "decentraliseret online-økosystem baseret på blockchain." I 2021 vandt ideen om Web3 popularitet. Særlig interesse steg mod slutningen af 2021, hovedsagelig på grund af interesse fra kryptovaluta-entusiaster og investeringer fra højt profilerede teknologer og virksomheder. Ledere fra venturekapitalfirmaet Andreessen Horowitz rejste til Washington, D.C. i oktober 2021 for at lobbye for ideen som en potentiel løsning på spørgsmål om regulering af nettet, som politikere har kæmpet med.